# Menoikeus (Vater des Kreon)
Menoikeus (altgriechisch Μενοικεύς Menoikeús) ist eine Figur der griechischen Mythologie.
Menoikeus ist ein thebanischer Adliger und Nachkomme der Sparten. Er ist der Sohn des Oklasos, eines Sohnes des Pentheus. Seine Kinder sind Kreon, Iokaste und Hipponome.
Der Wagenlenker Perieres gehört zum Personal des Menoikeus.